# Lazaret (jaskinia)
Lazaret – jaskinia położona na zboczu góry Mont Boron nad brzegiem Morza Śródziemnego we francuskiej Nicei. Stanowisko archeologiczne okresu dolnego paleolitu.
Jaskinia ma 35 m długości i szerokość 4-14 m. Została przebadana po raz pierwszy w 1879 roku przez Emile Rivière, a następnie przez C.F.B. Octobona w latach 50. i 60. oraz Henry’ego i Marie-Antoinette de Lumleyów w połowie lat 60. XX wieku. W 1963 roku otrzymała status Monument historique.
Wewnątrz jaskini odkryto pozostałości kamiennego murku, interpretowane jako podstawa szałasu wykonanego ze skór rozciągniętych na drewnianych żerdziach. Znaleziska archeologiczne obejmują szczątki fauny i narzędzia kamienne kultury aszelskiej, a także szczątki ludzkie reprezentujące wczesne stadium rozwojowe Homo neanderthalensis. Odkryto także liczne muszle morskie i ślady wodorostów używanych do wyścielania podłoża. Chronologia znalezisk z jaskini określana jest na 200-130 tys. lat p.n.e.